# Advance Wars: Dark Conflict
Advance Wars: Dark Conflict, conegut en Estats Units com Advance Wars: Days of Ruin i al Japó com Famicom Wars DS 2, és un videojoc tàctic per torns desenvolupat per Intelligent Systems i distribuït per Nintendo per a Nintendo DS. És l'últim joc pertanyent a la sèrie de jocs Advance Wars, sent el quart joc de la saga i el segon a arribar a Nintendo DS després d'Advance Wars: Dual Strike. El joc va arribar al mercat el 21 de gener de 2008 en Estats Units, el 25 de gener de 2008 a Europa i el 21 de febrer del mateix any a Austràlia.
Advance Wars: Dark Conflict ha estat dissenyat per a tenir una atmosfera fosca i un to més seriós en contrast amb les passades lliuraments de la saga, tenint a més un fil argumental independent dels jocs anteriors.

## Argument
Situada en un món post-apocalíptic, la història se centra en el Batalló 12 de Laurentia, un dels pocs supervivents de l'exèrcit de Laurentia, el qual ha estat tancat en una llarga guerra amb el seu rival, Zephyria, abans de la caiguda d'una devastadora pluja de meteorits a nivell mundial.
En el període posterior als meteorits, el batalló es dedica a salvar a altres supervivents de la catàstrofe a pesar que, encara estant la nació de Laurentia com la de Zephyria destrossades, reprenen la seua guerra l'una contra l'altra. Mentrestant, una misteriosa facció, Intelligent Defense Systems, al comandament de Caulder, espenta a ambdues parts a aprofundir en el conflicte des d'una diferent perspectiva, sent aquesta les seues més profundes i ocultes intencions, avantatjat a la destrucció.